# Tow Law
Tow Law est une ville anglaise située dans le comté de Durham, au Royaume-Uni. En 2011, sa population était de 2 138 habitants.